# 異鰭唇盤䲁
異鰭唇盤䲁（學名：Andamia heteroptera），為輻鰭魚綱鳚形目䲁科唇盤䲁屬的一種，分布於東印度洋聖誕島海域，深度0至5公尺，在受到驚擾時從其棲息的洞穴中跳躍，本魚體長橢圓形，稍側扁，頭鈍短，上下唇具鋸齒緣，下唇後方具有杯狀的肉質盤，上頜齒可自由活動，雄魚頭具冠膜，具鼻鬚及眶上鬚，體色灰藍色至灰色，頭部及體上半部佈滿深褐色不規則蟲紋，頭部及吻不散佈深色細點，體長可達6.4公分，棲息在淺水區和沿海水域，可離開水面在陸地上活動，可直接在空氣中呼吸，通常躲在洞穴，以藻類為食，雌魚產附著性卵，雄魚有護卵行為。